# Маджи (семья)

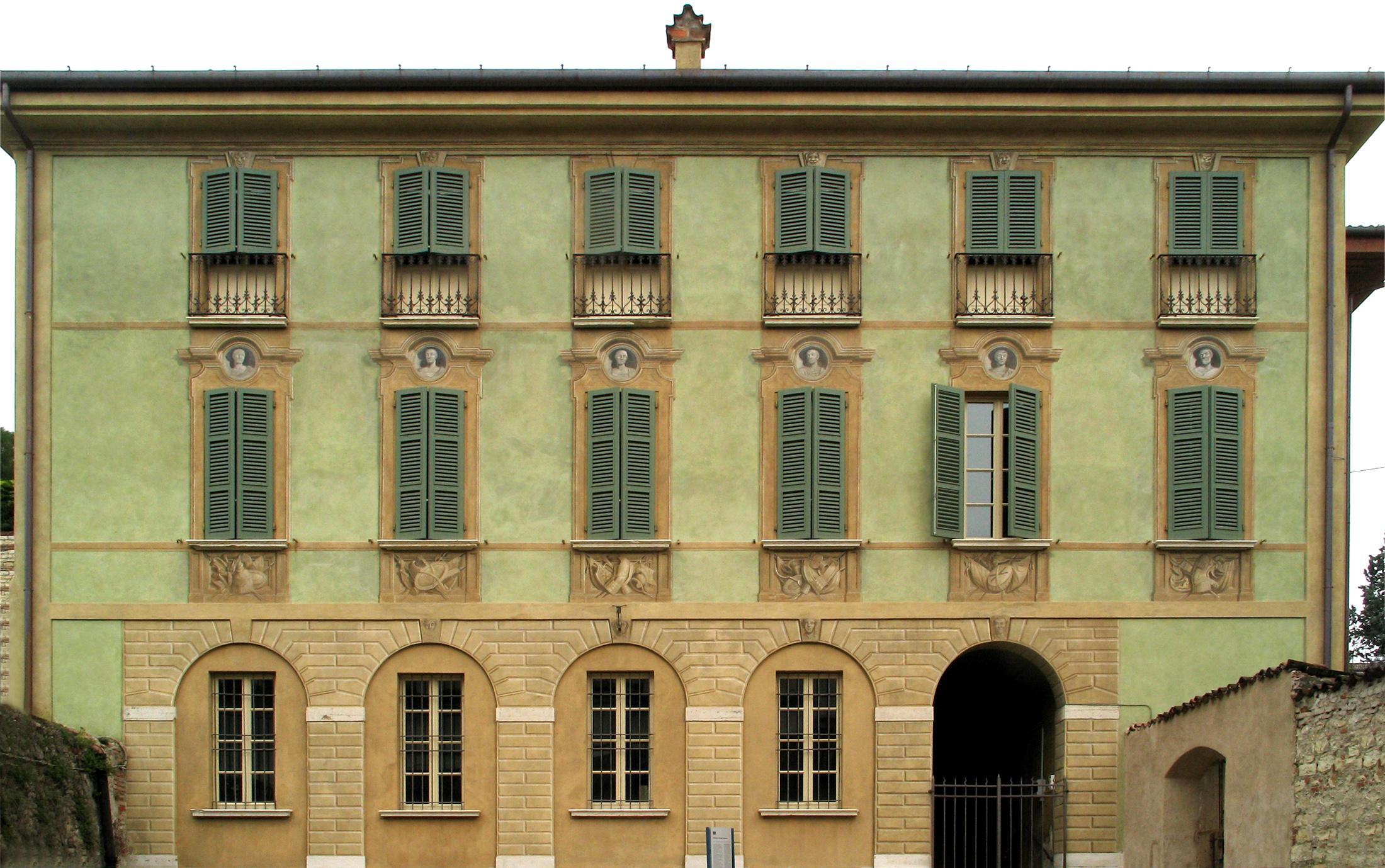
Замок Маджи в Брешиа

Маджи (итал. Maggi) — итальянская аристократическая семья Брешиа и Кастельветро-Пьячентино. 
Аббат Исидор Белье (королевский профессор и цензор, автор книги «Древние представителей семьи Маджи» CR MDCCXCIII) утверждал, что Маджи прибыли в Кремону ещё во времена Цезаря. А родоначальником Маджи являлся Гнеей Помпей Маджи, префект Фабри, он был римским консулом и другом Цезаря и Помпея.
В Брешиа до сих пор есть прямые потомки рода Маджи.

## История
Первое упоминание о фамилии Маджи относится к началу XII века. Упоминание этой фамилии впервые встречаются в городе Брешиа в формах: Madii, Mazi, de Madiis, de Mazis, de Madio.
В XII веке-XIII веках этот род стал одним из доминирующих в Брешиа. Маджи присоединились к партии Гвельфов и были противниками партии гибеллинов во главе с Гриффо ди Гриффиса из рода Гриффолино.
В 1243 году Мануэль Маджи был одним из правителей Генуэзской республики, в 1247 году он был избран подеста в Пьяченце, а в 1251 году возглавляет Парму.
Также известны два епископа представители рода Маджи:
- Федерико Маджи (? — 1223)
- Бернардо Маджи (? — 1308)

### Маджи ди Котоне
Между XIII и XV веками одна из ветвей семьи Маджи — Маджи ди Катоне стали влиятельным родом в городе Сиена. Они находись в оппозиции к роду Альдобрандески господствовавшему в Тоскане.

### Маджи ди Парабяго
Около 1490 года Маджи ди Парабяго появляется в Милане как купеческий род. Родоначальником этой ветви был Матфей, у которого было двое сыновей, Джованни Антонио и Джованни Амбросио, они оба были богатыми купцами и входили в городскую элиту.

### Маджи ди Кремона
Маджи ди Кремона ведут своё происхождение от Маджи ди Котоне. Родоначальник этой ветви Маджи Онуфрио был родом из Милана и был Капитаном юстиции. С 1558 года Онуфрио начала покупать земли в районе Граделлы в коммуне Пьядена. Онофрио получил титул графа от короля Испании Карла II (под юрисдикцию которого входило Герцогство Милан). Его сын Бартоломео был казначеем Герцогства Миланского, а внук Чезаре выдал свою дочь Ипполиту в 1568 году за Альфонсо Гонзага, маркиза Кастель-Гоффредо.

## Другие известные представители
- Маджи, Франческина (? — 1299 ) — аристократка, жена Гвидо ди Банакьоси
- Аймо Маджи (1903-1961) — автогонщик.